# Třída Heritage
Třída Heritage je třída oceánských kutrů vyvíjených pro Pobřežní stráž Spojených států amerických. Jejich tamní označení je Offshore Patrol Cutter, nebo Maritime Security Cutter, Medium. Plavidla budou tvořit výkonový mezistupeň mezi třídou Legend (Maritime Security Cutter) patrolující na oceánech a spíše pobřežní třídou Sentinel (Fast Response Cutter). Ve službě nahradí zastarávající kutry tříd Famous a Reliance. Plánována je stavba až 25 jednotek této třídy v hodnotě 10 miliard dolarů. Jde o největší akviziční program v historii americké pobřežní stráže. Do roku 2024 byla objednána stavba prvních pěti plavidel.

## Pozadí vzniku

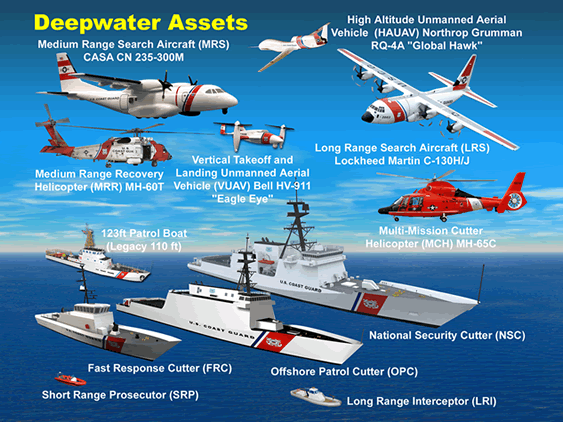
Přehled všech původně plánovaných prvků programu Integrated Deepwater System Program

Plán na stavbu třídy oceánských hlídkových lodí je součástí ambiciózního 25letého plánu modernizace pobřežní stráže Integrated Deepwater System Program (IDS). Reálný start programu nastal až s mnohaletým zpožděním. V únoru 2014 získaly zakázku na návrh plavidel loděnice Bollinger Shipyards, Eastern Shipbuilding Group (ESG) a General Dynamics Bath Iron Works. Neúspěšné byly loděnice VT Halter Marine a Ingalls Shipbuilding. Jako nejlepší byl později vybrán návrh loděnice ESG sídlící v Panama City na Floridě. Tato rodinná loděnice se přitom předtím zaměřovala na stavbu rybářských lodí a v programu byla outsiderem. V září 2016 loděnice ESG získala kontrakt ve výši 110,3 milionů dolarů na stavbu prototypového kutru s opcí na dalších osm jednotek. Všech devět plavidel mělo stát 2,38 miliardy dolarů. Zahájení stavby prototypové jednotky bylo naplánováno na rok 2018 a její dodání na rok 2021. V srpnu 2017 bylo zveřejněno, že třída ponese jméno Heritage. Prvních 11 kutrů bude pojmenováno Argus, Chase, Ingham, Pickering, Rush, Icarus, Active, Diligence, Alert, Vigilant a Reliance.
Realizaci stavebního programu zkomplikovalo poškození loděnice ESG hurikánem Michael v říjnu 2018. Hurikán část loděnice srovnal se zemí a o střechu nad hlavou připravil i mnoho jejích zaměstnanců. V reakci na to pobřežní stráž omezila stavbu třídy Heritage loděnice ESG na první čtyři jednotky (Stage 1), přičemž stavba zbývajících (stage 2) se měla přesoutěžit. Snažila se tak zabránit přílišnému zdržení programu. Loděnice ESG mezitím prodělala opravy a restrukturalizaci. Dne 7. ledna 2019 v ní proběhlo slavnostní řezání oceli na prototypovou jednotku Argus. Loděnice ESG se následně snaží znovuzískat kontrakt na stavbu celé úvodní série.
Loděnice ESG nakonec neuspěla a kontrakt na pátou jednotku, s opcí na dalších až deset plavidel, získala loděnice Austal USA v Mobile. V případě uplatnění opce tak postaví pátou až patnáctou jednotku třídy Heritage. V takovém případě kontrakt dosáhne hodnoty 3,33 miliardy dolarů.
V srpnu 2025 byla uplatněna opce na stavbu druhého plavidla (celkově šestého) od loděnice Austal USA.
Jednotky třídy Heritage:
| Jméno                      | Loděnice   | První řezání oceli | Založení kýlu     | Spuštěna       | Vstup do služby | Status    |
| -------------------------- | ---------- | ------------------ | ----------------- | -------------- | --------------- | --------- |
| USCGC Argus (WMSM-915)     | ESG        | 7. ledna 2019      | 28. dubna 2020    | 27. října 2023 |                 | ve stavbě |
| USCGC Chase (WMSM-916)     | ESG        | 27. dubna 2020     | 24. května 2021   |                |                 | ve stavbě |
| USCGC Ingham (WMSM-917)    | ESG        | 28. září 2021      | 15. července 2022 |                |                 | ve stavbě |
| USCGC Rush (WMSM-918)      | ESG        | 17. října 2022     |                   |                |                 | ve stavbě |
| USCGC Pickering (WMSM-919) | Austal USA | 29. srpna 2024     |                   |                |                 | ve stavbě |
| USCGC Icarus (WMSM-920)    | Austal USA | 5. srpna 2025      |                   |                |                 | ve stavbě |

## Konstrukce
Výzbroj tvoří 57mm kanón Mk 110, dálková ovládaná zbraňová stanici Mk 38 Mod 3 s 25mm kanónem M242 Bushmaster a spřaženým 7,62mm kulometem. Doplňuje je šest 12,7mm kulometů M2HB. Na zádi bude přistávací plocha a hangár pro jeden vrtulník MH-60T Jayhawk, nebo MH-65 Dolphin. Plavidla dále ponesou tři malé čluny OTH. Pohonný systém tvoří dva diesely Fairbanks Morse-MAN 16V28/33D STC, každý o výkonu 9 760 hp. Společnost Rolls-Royce dodá lodní šrouby se stavitelnými listy, kormidla Promas, ploutvové stabilizátory a dokormidlovací zařízení. Elektrickou energii dodají čtyři dvanáctiválcové dieselgenerátory MTU 12V 4000, každý o výkonu 1 340 hp. Nejvyšší rychlost dosahuje 22,5 uzlu. Ekonomická rychlost je 17 uzlů. Dosah je 10 200 námořních mil při rychlosti 14 uzlů. Autonomie provozu dosahuje 60 dnů.